# Lavoisier-Medaille
Die Lavoisier-Medaille (französisch Médaille Lavoisier) ist ein maximal einmal jährlich vergebener internationaler Chemiepreis der Société Chimique de France, der nach Antoine Laurent de Lavoisier benannt ist und für herausragende Dienste für die Wissenschaft der Chemie verliehen wird. Sie ist die höchste Auszeichnung der SCF. Sie kann an Personen oder Institutionen verliehen werden und ist mit 1500 Euro dotiert.
Es gibt noch weitere Lavoisier-Medaillen, mit denen diese nicht zu verwechseln ist. Unter anderem die Lavoisier Medal for Technical Achievement des Chemiekonzerns DuPont, die an Chemiker des Konzerns verliehen wird, die Lavoisier-Medaille der International Society for Biological Calorimetry (ISBC) und die des International Symposium on Bioorganometallic Chemistry (2010 erstmals an Wolfgang Beck verliehen). Es gab auch eine Lavoisier-Goldmedaille der Academie des Sciences, die zum Beispiel 1904 James Dewar erhielt. Es gibt auch eine Lavoisier-Medaille der Fondation de la Maison de la Chimie, die zum Beispiel 1986 Linus Pauling erhielt.

## Preisträger
Preisträger waren:
- 1906 William Henry Perkin[6]
- 1912 Victor Grignard[6]
- 1922 Theodore William Richards[6]
- 1935 Cyril Norman Hinshelwood[6]
- 1948 Alexander Robertus Todd[6]
- 1949 Rudolf Signer[6]
- 1955 Karl Ziegler[6]
- 1968 Robert Burns Woodward[6]
- 1983 Paul B. Weisz (1919–2012)[6]
- 1992 Marc Julia, Raymond Wey[6]
- 1993 W. Hess, A. Lattes, E. Maréchal, E. Papirer, L.-A. Plaquette[6]
- 1994 D.-A. Evans, Marco-Aurelio De Paoli (* 1949, Brasilien), R. Marcus, S. Wolff[6]
- 1995 Derek Barton, Rudolf Hoppe[6]
- 1997 Jean-Marie Lehn[6]
- 1998 Jean-Baptiste Donnet (1923–2014)[6]
- 1999 Gesellschaft Deutscher Chemiker[6]
- 2000 F. Albert Cotton[6]
- 2004 Fred McLafferty[6]
- 2013 Gérard Férey, Henri Kagan[6]
- 2015 Jacques Livage[6]
- 2018 Christian Amatore[7][8]
- 2022 Jean-Marie Tarascon[9]
- 2023 Janine Cossy